# Wülmersen

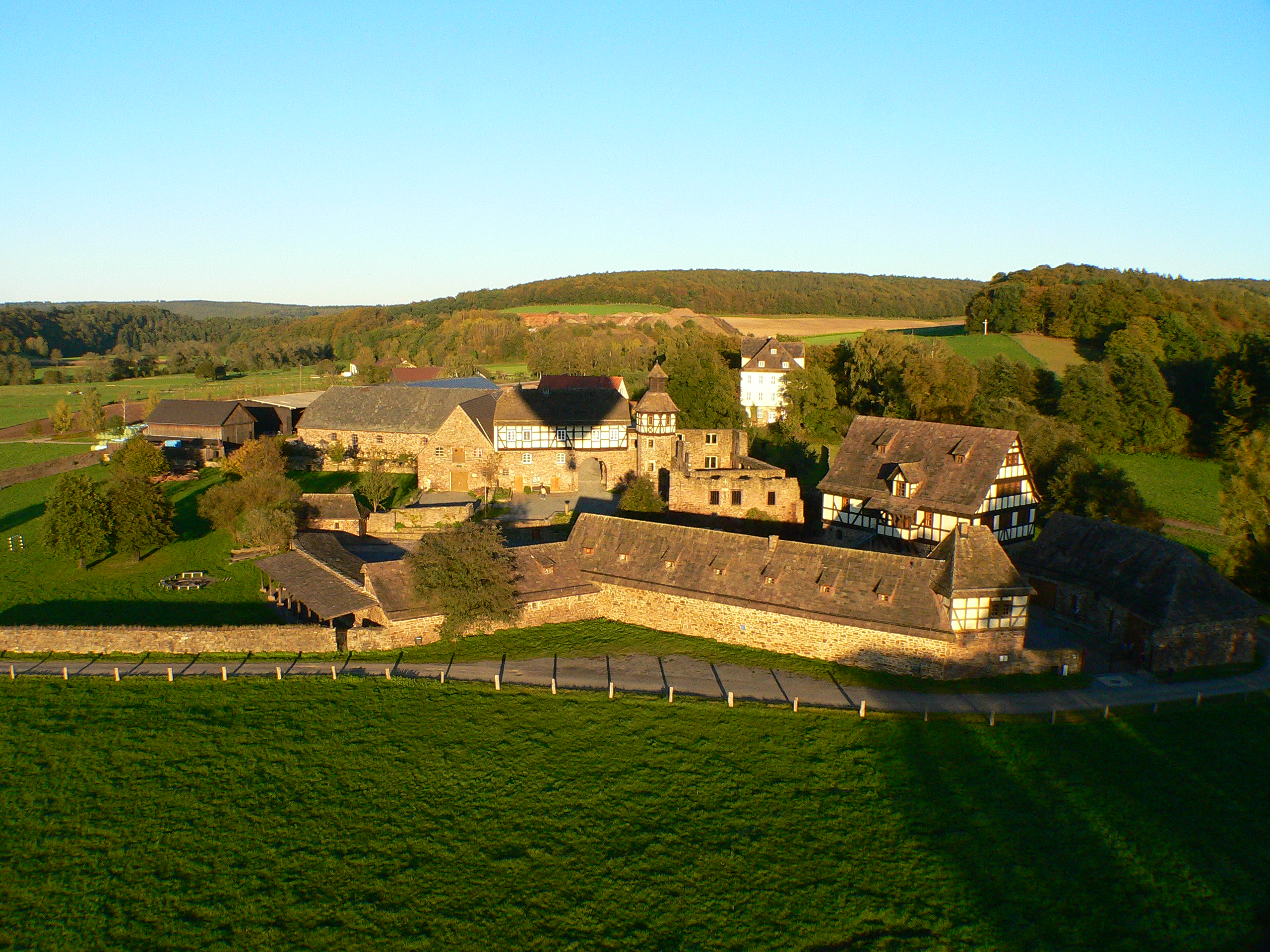
Gut Wülmersen (Wasserschloss)

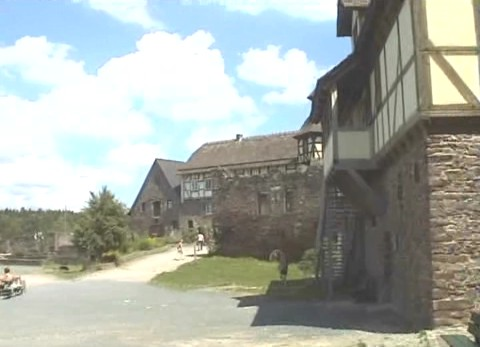
Innenhof

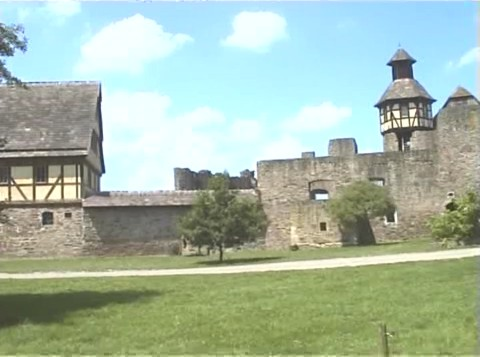
Südseite

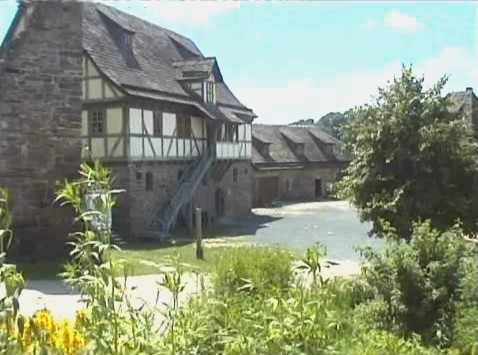
Ehemaliges Brauhaus

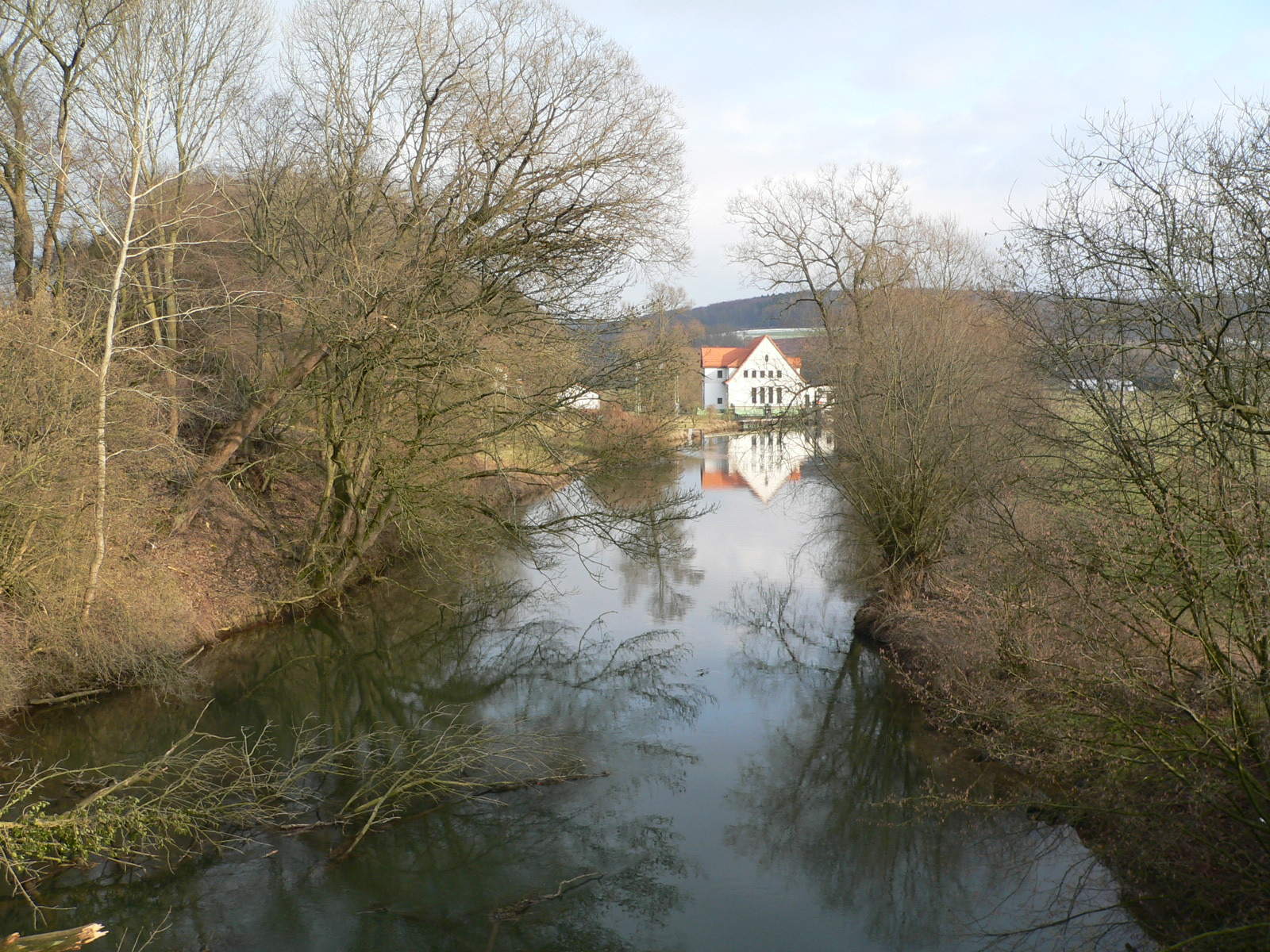
Diemelkraftwerk Wülmersen

Wülmersen im nordhessischen Landkreis Kassel ist ein Weiler der Kleinstadt Trendelburg. Im Ort befindet sich das einstige Gut Wülmersen (umgangssprachlich auch Wasserschloss Wülmersen genannt), das früher ein landwirtschaftlich genutzter Gutshof war.

## Geographische Lage
Wülmersen liegt am Nordwestrand des Reinhardswaldes am Westfuß des Eichenbergs, dem westlichen Hangsporn des Steinkopfs (271,1 m). Es befindet sich 3,9 km nordnordöstlich der Trendelburger Kernstadt und 2,3 km nordöstlich des Trendelburger  Stadtteils Deisel. Rund 3,1 km (jeweils Luftlinie) nordöstlich liegt mit Helmarshausen ein Stadtteil von Bad Karlshafen. Der Weiler breitet sich auf etwa 110 m ü. NHN. Direkt südlich vorbei an Wülmersen verläuft von Südosten kommend die Holzape, die etwas südwestlich des Weilers in die von Südwesten heranfließende Diemel mündet. Jenseits der Holzape steigt die Landschaft zur Assaburg (163,5 m) an. Nordwestlich von Wülmersen steht nahe der Bundesstraße 83 das „Diemelkraftwerk Wülmersen“.

## Geschichte
Das Dorf Wülmersen wurde 1108 als Wilmeressen erstmals urkundlich erwähnt, als der Eigentümer, der Bischof von Paderborn, es dem Kloster Helmarshausen schenkte, das es über 200 Jahre als Tafelgut betrieb. Im Laufe der folgenden Jahrhunderte erschien der Ortsname in mehrfach wechselnder Form: Wylmerssen (1330); Wilmarsen (1386); Wulmersen (1442).
Im Jahr 1316 heiratete der Ritter Johann von Stockhausen die Erbin von Wülmersen Gertrud von Markessen. Die Ritter von Stockhausen erlangten 1330 das Lehen und behielten es bis 1848 (Umwandlung landgräflicher Lehen in Privateigentum). Die Familie bewirtschaftete es bis 1844 selbst, ab da wurde es als Rittergut verpachtet.
Die Südostseite des Hofguts Wülmersen war vom Beginn des 18. bis zum Ende des 19. Jahrhunderts von einem Wassergraben umfangen; daher hat sich der Begriff Wasserschloss Wülmersen bis heute erhalten. Zwischen 1951 und 1956 wurde das Gut an die Siedlungsgesellschaft „Hessische Heimat“ verkauft, die die Flächen aufteilte und im Rahmen der „Beispielsmaßnahme Trendelburg“ sechs neue Hofstellen für heimatvertriebene Familien baute. Das mittelalterliche Gebäudeensemble wurde ungenutzt aufgegeben und für herrenlos erklärt; 30 Jahre Leerstand sorgten für einen rasanten Verfall der mittelalterlichen Gebäude.
Der Verein Aus- und Fortbildungsverbund (AuF) im Landkreis Kassel e. V. erwarb 1987 die fast nur noch aus Schutthaufen bestehende Anlage. Das Ziel des Vereins, arbeitslosen jungen Menschen eine berufliche Qualifizierung im Rahmen der Denkmalpflege zu ermöglichen, konnte hier umgesetzt werden. Nach der Einrichtung von Lehrwerkstätten begannen die Jugendlichen unter Anleitung erfahrener Handwerker mit der Sicherung der Ruine und dem Wiederaufbau einzelner Gebäude und Gebäudeteile.
1995 war die Rekonstruktion des Wasserschlosses soweit gediehen, dass die ehemaligen Wirtschaftsgebäude mit dem einstigen Obstgarten als Zeltwiese als Gruppenunterkunft für Selbstversorger zur Verfügung standen. Der Verein erhielt 1989 den Hessischen und 2000 den Deutschen Preis für Denkmalschutz. 2005 übernahm der Landkreis Kassel mit seinem Eigenbetrieb „Jugend- und Freizeiteinrichtungen“ das Wasserschloss Wülmersen.

## Museen
1997 wurde in einem ehemaligen Stallgebäude das Landmuseum eingerichtet, in dem von Mai bis Oktober jährlich wechselnde Ausstellungen aus den Themenbereichen Landleben und -arbeit gezeigt werden. In den angrenzenden Scheunen ist das Museumsmagazin als Schaudepot eingerichtet und kann mit einer Führung besichtigt werden. Ein Kiosk bietet Erfrischung für Museumsbesucher, Wanderer, Rad- oder Kanufahrer. Museumspädagogische Veranstaltungen können gebucht werden.
Zwei Wassermühlen standen in Wülmersen und eine weitere im auslaufenden Holzapetal, in der sich heute ein Fischzuchtbetrieb befindet. Eine weitere Mühle im Diemelbogen an der Zufahrt zum Hofgut wurde zwischen 1921 und 1924 als Wasserkraftwerk erbaut und 1987 als Technikmuseum mit Einblicken in die Entstehung und Entwicklung der Elektrizitätsversorgung der Öffentlichkeit zugänglich gemacht.

## Verkehr und Wandern
Knapp 550 m nordwestlich vorbei an Wülmersen verläuft in ihrem Abschnitt von Deisel in Richtung Nordosten nach Helmarshausen die Bundesstraße 83 – dort mit der Deutschen Märchenstraße (Dornröschen-Route). Von dieser Straße führt die Kreisstraße 74 als die Diemel überquerende und im Weiler endende Stichstraße in Richtung Südosten.
Durch die Ortschaft verlief früher östlich des Gutshofs auch auf einer Brücke über die Holzape die Carlsbahn. Die Trasse ist bei Wülmersen ein gemeinsamer Abschnitt von Diemelradweg und Märchenlandweg.